# جبل كينيدي
جبل كينيدي هو قمة في جبال سينت إلياس داخل منتزه ومحمية كلوان الوطنية في يوكون بكندا. تقع قمته التي تبلغ ارتفاعها من 4250 متر إلى 4300 متر (14000 قدم) على بعد 10 كم من جنوب شرق ألاسكا. يقع النهر الجليدي المترب مقابله في الشمال.

## التسمية
سميت الحكومة الكندية القمة تكريما للرئيس الأمريكي جون كينيدي بعد ما يقرب من عام من اغتياله. عند إعلان القرار أمام مجلس العموم في 20 نوفمبر 1964، قال رئيس الوزراء ليستر بولز بيرسون "أعتقد أنه من المناسب أن يكون النصب التذكاري لكندا له جبلًا. الجبل صلب ودائم. جبل كينيدي هو جبل رشيق " قمة شاهقة غير مثقلة رمزًا للطموح والوصول إلى الأعلى". وكانت في ذلك الوقت أعلى قمة في أمريكا الشمالية لم يتم تسلقها بعد. قال متسلق الجبال الأمريكي برادفورد واشبورن، الذي ساعد الحكومة الكندية في اختيار القمة، إن "الكنديين سعوا إلى جبل لم يُطلق عليه اسم من قبل، ويكون شاهقًا ورائعًا، ويقع بالقرب قدر الإمكان من الحدود الدولية، حيث يمكن الوصول إليه". يبقى رمزًا للصداقة الفريدة الموجودة بين دولتينا العظيمتين.

## الصعود الأول
كان أول صعود له في عام 1965 من قبل روبرت ف. كينيدي، مع مجموعة من متسلقي الجبال ذوي الخبرة برعاية الجمعية الجغرافية الوطنية وبقيادة جيم ويتاكر. عند وصوله إلى قمة القمة، ترك كينيدي بعضًا من مقاطع ربطة عنق أخيه على متن قارب PT، ونسخة من خطاب تنصيب أخيه عام 1961، وميدالية جون إف كينيدي. يعتبر هذا الطريق من نهر الكاتدرائية الجليدي إلى الجنوب الآن بمثابة تسلق روتيني للمسافرين ذوي الخبرة في الأنهار الجليدية، حيث يواجه صعوبات فنية قليلة بخلاف التنقل في حقول الصدع الواسعة وتجنب الانهيارات الثلجية. منذ ذلك الحين، تم الانتهاء من طرق أخرى، بما في ذلك الدعامة الشمالية عالية التقنية، والتي تم تسلقها لأول مرة في عام 1968 باستخدام تكتيكات الحصار (وضع الحبال الثابتة والعودة إلى معسكر القاعدة)، وأخيرًا في عام 2001 بأسلوب جبال الألب البحت (الصعود المستمر من الأسفل إلى القمة). بدون حبال ثابتة).

### المتسلقون في مجموعة الصعود الأولى شملوا:
- جيم ويتاكر (1929– )
- روبرت ف. كينيدي (1925-1968).
- جورج ر. سينر (1922-2003).
- دي مولينار (1918–2020).
- بيل براتر (1926–2010).
- باري براثر (1940–1987).
- جيمس آدم كريج (1924-2011) (الكندي الوحيد في الرحلة).